# عمر ظريف
عمر ظريف (بالإسبانية: Omar Zarif)‏ هو لاعب كرة قدم أرجنتيني في مركز الوسط، ولد في 9 فبراير 1978 في أفيانيدا في الأرجنتين. لعب مع بانفيلد وتشاكاريتا جيونيورز وديفنسا خوستيكا وروزاريو سنترال وسبورتيفو دوك سود ولوس أنديس ونويفا شيكاجو وهوراكان.

## وصلات خارجية
- عمر ظريف على موقع قاعدة بيانات كرة القدم.إي يو (الإنجليزية)
- عمر ظريف على موقع Soccerway.com (الإنجليزية)